# Elin Magnusson
Elin Magnusson, född 2 juni 1982, är en svensk före detta fotbollsspelare (mittfältare).
Magnusson spelade för KIF Örebro under hela sin seniorkarriär.
Den 19 juni 2013 fick Magnusson debutera för Sveriges landslag i en träningsmatch mot Brasilien.
Efter säsongen 2015 meddelade Magnusson att hon avslutade sin spelarkarriär. Inför säsongen 2016 blev hon klar som tränare i division 4-klubben Yxhults IK. Klubben vann serien och blev uppflyttade till division 3, dock lämnade Magnusson efter säsongen.
I juni 2017 återvände Magnusson till KIF Örebro, där hon blev assisterande tränare. Den 16 oktober 2017 blev hon klar som huvudtränare för klubben. Efter säsongen 2017 lämnade Magnusson klubben.